# 中山港
中山港是位於中國廣東省中山市的河口港，是中國貨物年吞吐量十大港口之一。包括“中山港客運碼頭”（现“中山客运口岸”）和“外貿碼頭”。

## 貨運碼頭
中山港貨運碼頭及外貿碼頭位于火炬开发区的中山港区，也可以泛指包括位于小榄镇的小榄港区及位于神湾镇的神湾港区的统称。

## 客運碼頭
中山客运口岸（英語：Zhongshan Passenger Port，又称中山港客運碼頭，簡稱中山港）是中山市內唯一的跨境客運碼頭，每日均有航班提供往來香港及深圳等地的服務。
目前來往香港與中山的客運渡輪服務由珠江客運有限公司（營運公司為中山市中港客運聯營有限公司）承辦，来往深圳与中山的部分客运渡轮服务亦由深圳航运集团辖下的鹏星船务承办。
2024年11月，根据《中华人民共和国广东海事局关于中山港口岸中山港区客运码头对国际航行船舶开放的公告》，中山港客运码头对国际航行船舶开放。
隨著中山市近年的高速發展，對外交通亦日益繁忙，市政府計劃擴展碼頭以應付需求；2024年11月28日，中山港客运码头搬迁至翠亨新区马鞍岛的新中山客运口岸。

### 历史
- 1984年，中山港建港。
- 1985年2月9日，中港客運聯營有限公司成立。開通中山至香港海上客運航線。
- 2004年12月，開通中山至香港國際機場航線。
- 2017年8月18日，开通中山至深圳福永机场码头航线。
- 2020年1月下旬至3月初起，受2019冠狀病毒病影響，中山港往返香港中港城和香港國際機場航線停航。[2][3]
- 2020年7月3日，开通中山至深圳蛇口邮轮母港航线。[4]
- 2023年1月13日，随着“中山6”客轮驶离中山港出境开往香港，标志着受2019冠状病毒病影响而停航近三年的中山客运口岸正式恢复通关。[5]
- 2024年11月28日上午，随着满载约220名旅客的客轮“中山20”驶离码头前往香港，搬迁至翠亨新区马鞍岛东岸的新中山客运口岸正式运行。[6]
- 2025年1月15日，開通中山至澳門氹仔客運碼頭航線[7]。
- 2025年2月28日，复办中山至深圳机场码头航线[8]。

### 设施

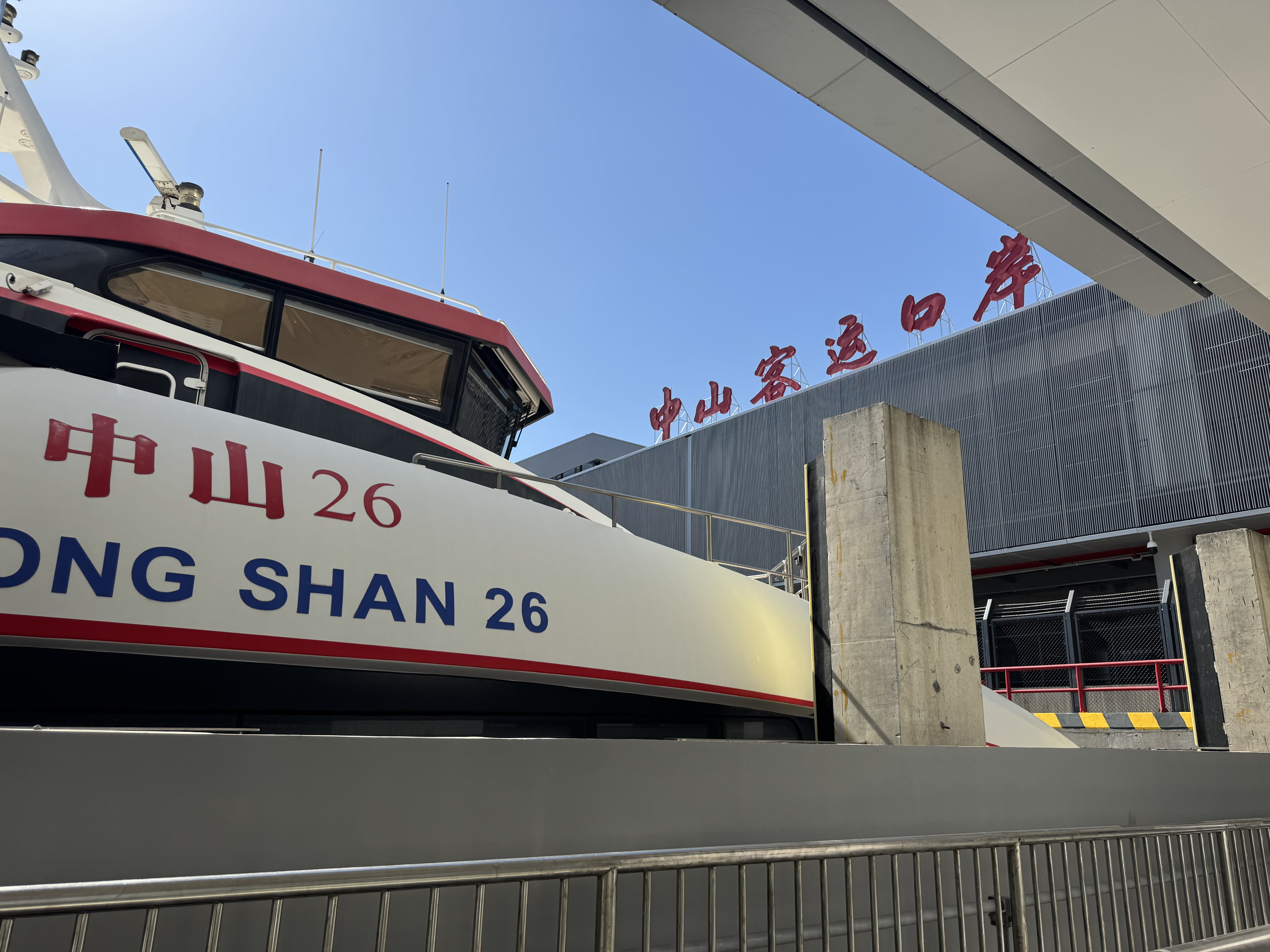
停靠在新中山客运口岸的“中山26”客轮

新中山客运口岸联检大楼共四层，涵盖旅客通关、联检部门及运营单位办公、免税商场、商业配套等功能，总建筑面积超9.9万平方米，其中地上6.5万平方米，地下3.4万平方米；新中山客运口岸配备五条通行指廊，面积约1.46万平方米；建有地下负一层车库，设有688个地下车位，目前还在建设地下公交枢纽站、地面出租车落客区、地面道路、人行广场等配套设施。
新中山客运口岸前沿码头岸线长400米，拥有500GT泊位12个，包括港澳线泊位6个、国内线泊位4个及维修泊位2个；设有旅客出入境通道各16条，码头设计通过能力高达277万人次/年。

### 船期

#### 现时船期
新中山客运口岸目前开通了香港机场、香港中港城、深圳蛇口、深圳机场以及澳门氹仔5条航线，另外正在谋划开通珠海海岛游、水上观光等航线。
目前，口岸安排往返中山至香港市区14个航次，中山至香港机场8个航次，中山至深圳机场6个航次，中山至蛇口4个航次（自2025年2月17日起逢每周五、六、日开航），中山至澳門氹仔4个航次，未来将根据客源和运力，加密香港国际机场航班。
| 香港线     | 香港线         | 香港线           | 香港线           | 深圳线           | 深圳线           | 深圳线     | 深圳线         | 澳門線           | 澳門線           |
| 往来中港城 | 往来中港城     | 往来香港机场码头 | 往来香港机场码头 | 往来深圳机场码头 | 往来深圳机场码头 | 往来蛇口港 | 往来蛇口港     | 往来氹仔客運碼頭 | 往来氹仔客運碼頭 |
| 往中港城   | 往中山客运口岸 | 往香港机场       | 往中山客运口岸   | 往深圳机场       | 往中山客运口岸   | 往蛇口港   | 往中山客运口岸 | 往氹仔           | 往中山客运口岸   |
| ---------- | -------------- | ---------------- | ---------------- | ---------------- | ---------------- | ---------- | -------------- | ---------------- | ---------------- |
| 08:00      | 08:00          | 08:10            | 09:50            | 10:00            | 11:15            | 09:30      | 10:45          | 09:15            | 10:30            |
| 10:00      | 10:00          | 11:30            | 13:10            | 13:30            | 14:45            | 13:30      | 16:15          | 17:00            | 18:30            |
| 12:00      | 12:00          | 14:40            | 16:30            | 16:15            | 17:15            |            |                |                  |                  |
| 14:00      | 14:00          | 18:30            | 20:20            |                  |                  |            |                |                  |                  |
| 16:00      | 16:00          |                  |                  |                  |                  |            |                |                  |                  |
| 18:00      | 18:00          |                  |                  |                  |                  |            |                |                  |                  |
| 20:00      | 20:00          |                  |                  |                  |                  |            |                |                  |                  |
| 备注       |                |                  |                  |                  |                  |            |                |                  |                  |
| 1.         |                |                  |                  |                  |                  |            |                |                  |                  |

#### 过往船期
搬迁前的中山港客運碼頭設有往來香港九龍尖沙咀中國客運碼頭、香港國際機場海天客運碼頭及深圳機場碼頭之渡輪服務，每日開行時間如下：
| 香港线     | 香港线           | 香港线           | 香港线           | 深圳线 （深中水上巴士） | 深圳线 （深中水上巴士） |
| 往来中港城 | 往来中港城       | 往来香港机场码头 | 往来香港机场码头 | 往来深圳机场码头        | 往来深圳机场码头        |
| 往中港城   | 往中山港客运码头 | 往香港机场       | 往中山港客运码头 | 往深圳机场              | 往中山港客运码头        |
| ---------- | ---------------- | ---------------- | ---------------- | ----------------------- | ----------------------- |
| 08:00      | 08:00            | 08:10            | 09:50            | 08:00                   | 08:30                   |
| 09:10      | 08:30            | 10:00            | 12:30            | 09:40                   | 10:00                   |
| 11:00      | 10:00            | 12:00            | 16:30            | 12:00                   | 12:00                   |
| 14:00      | 12:00            | 14:50            | 20:20            | 15:00                   | 14:30                   |
| 16:00      | 14:00            | 18:30            |                  | 16:45                   | 16:30                   |
| 18:00      | 16:00            |                  |                  | 18:30                   | 19:00                   |
| 20:00      | 18:00            |                  |                  |                         |                         |
|            | 20:00            |                  |                  |                         |                         |

## 地名
火炬开发区的前身为中山市区中山港街道办事处，简称中山港街道，因此中山港也是中山火炬开发区的代称之一。

## 相片

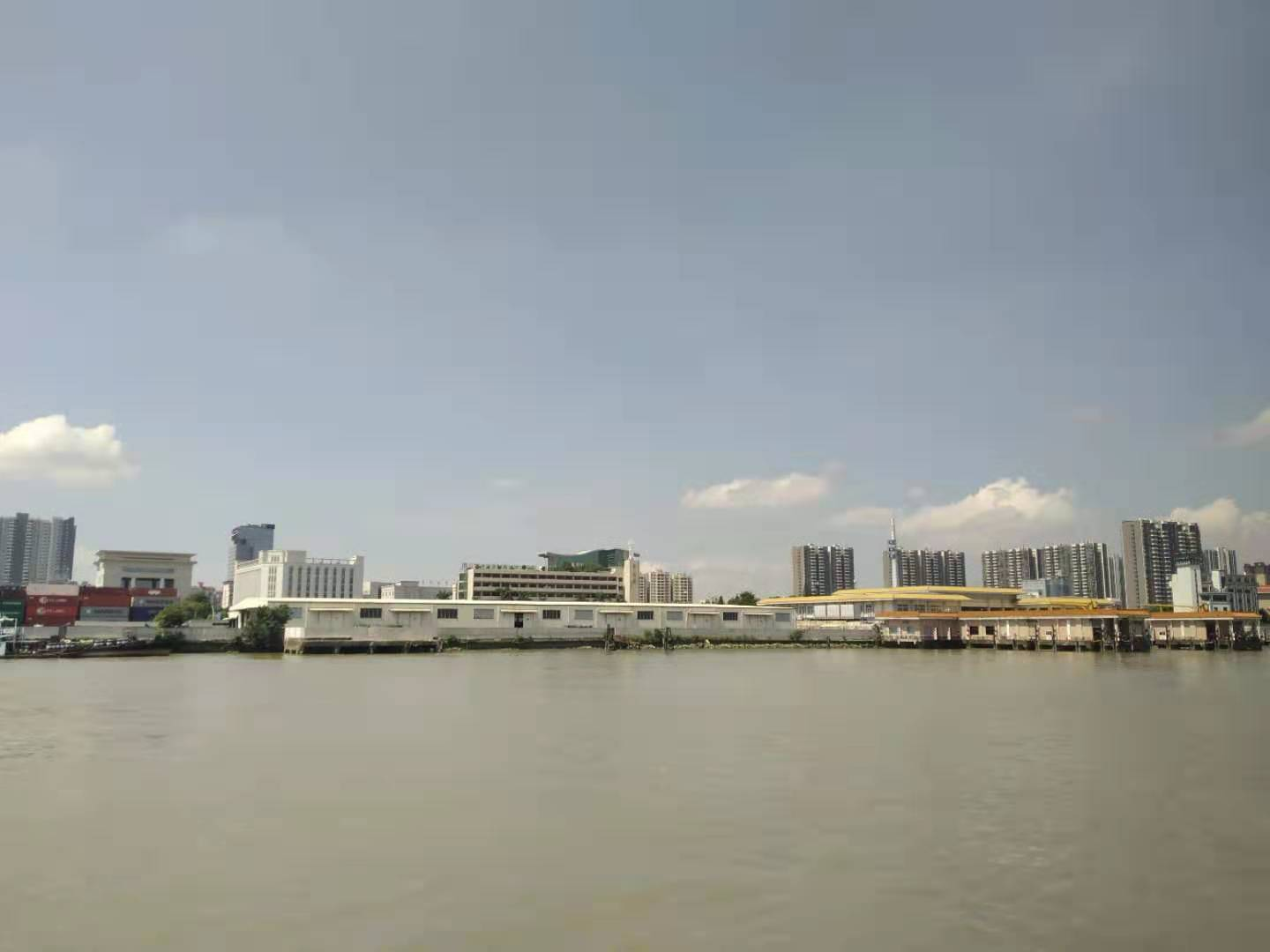
中山港全貌
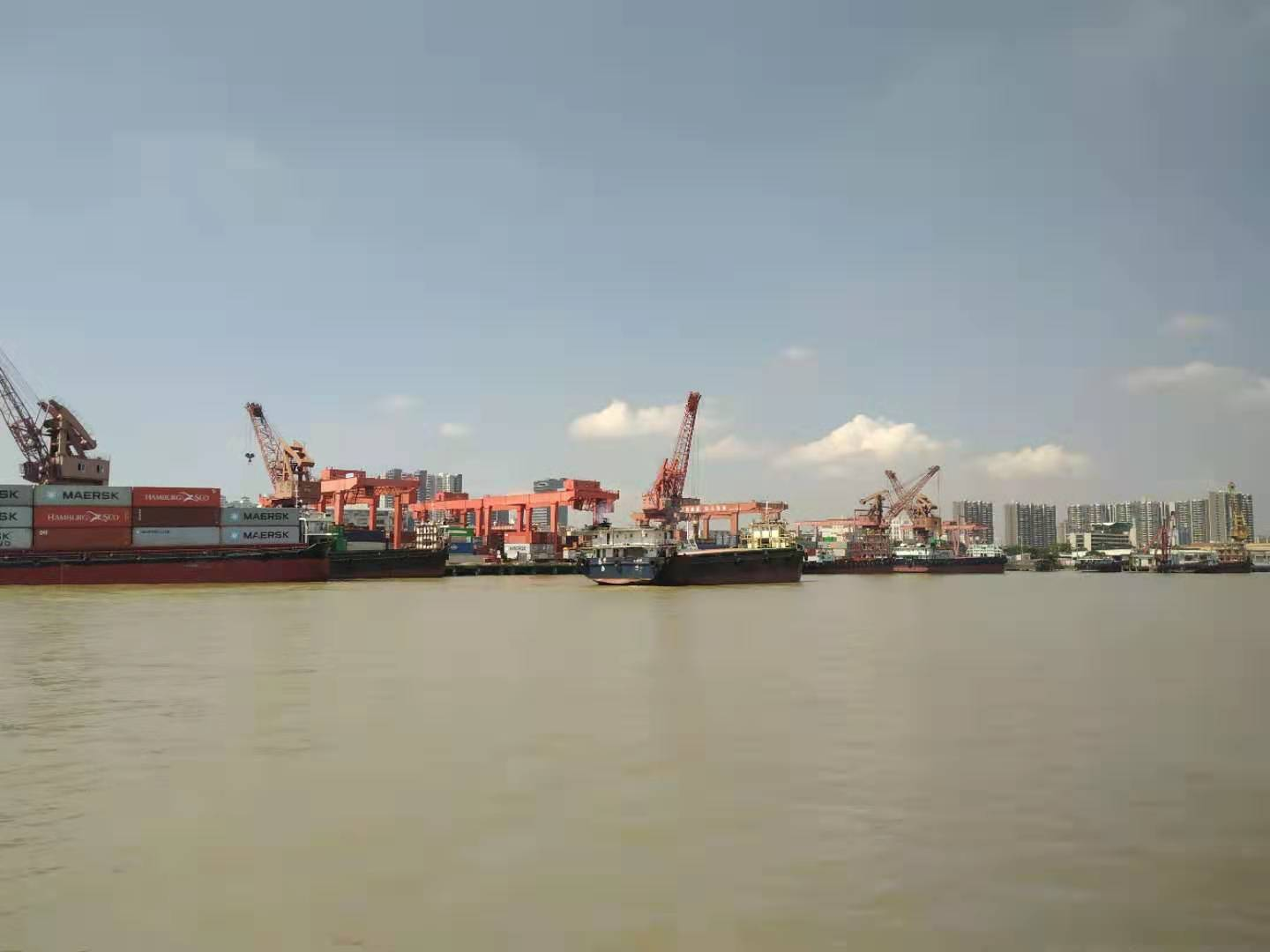
中山港貨櫃碼頭
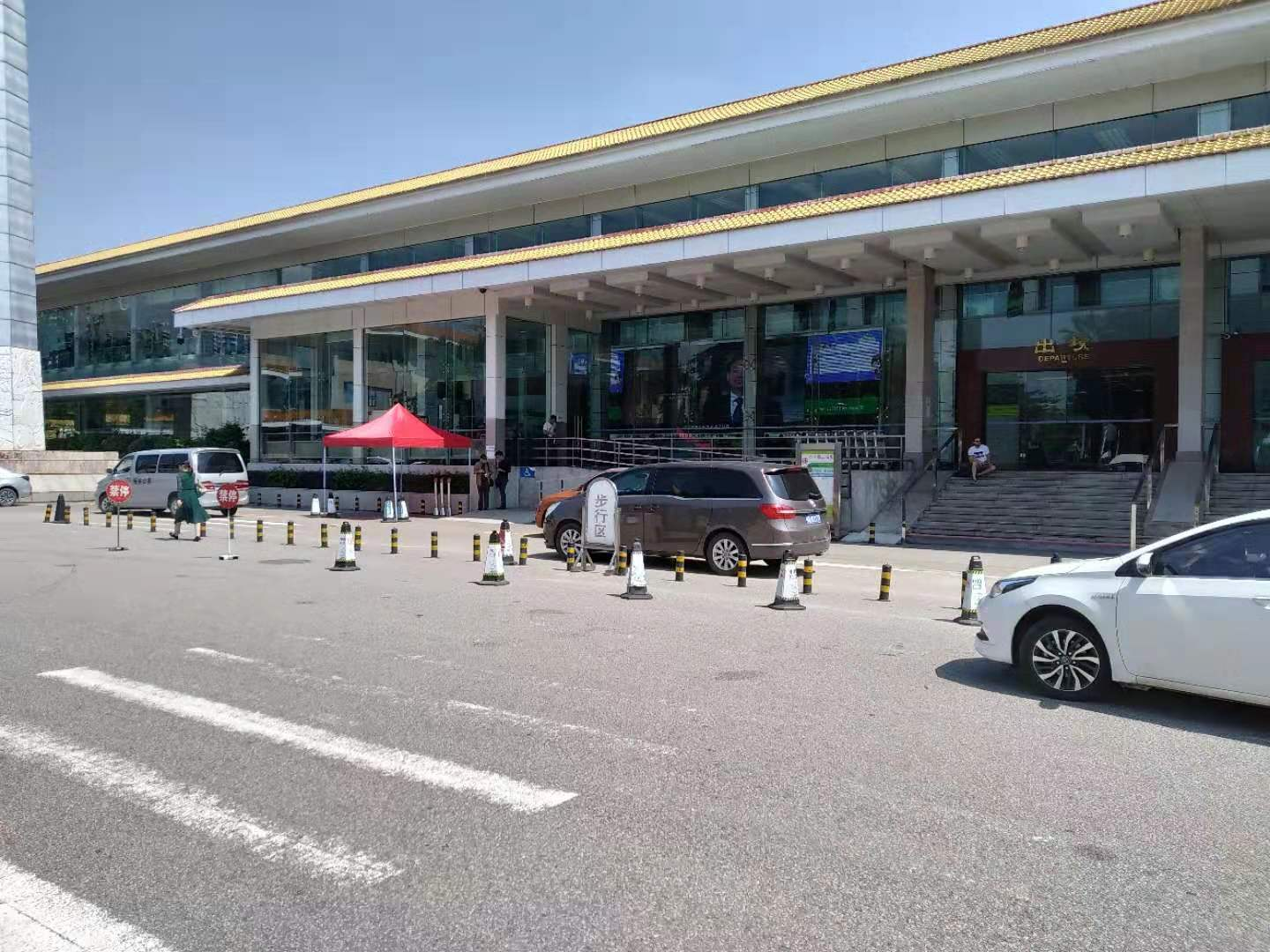
搬迁前的中山港客运码头

## 外部連結
- 中港客運聯營有限公司（页面存档备份，存于）